# Flughafen Hannover

i7
i11
i13
Der Flughafen Hannover (IATA-Code: HAJ, ICAO-Code: EDDV), im Außenauftritt Hannover Airport, ehemals Flughafen Hannover-Langenhagen ist ein Flughafen in Langenhagen (Region Hannover). Er ist der größte Flughafen und das einzige internationale Luftfracht-Drehkreuz des Landes Niedersachsen. Er nahm im Jahr 2023 mit 4.599.823 Passagieren Platz 8 auf der Liste der Verkehrsflughäfen Deutschlands ein. Der Flughafen Hannover ist Norddeutschlands führender Flughafen im Tourismus-Luftverkehr und die Heimatbasis von TUIfly. Für den Frachtbereich ist der Flughafen ein Prime-Air-Hub von Amazon und ein Drehkreuz von FedEx.

## Geschichte

### Vorgeschichte
Am 31. Juli 1907 genehmigte der Kommandierende General des X. Armeekorps in Hannover dem Luftfahrtpionier Karl Jatho auf der Vahrenwalder Heide den Bau einer „Fahrbahn“, „damit die Flugapparate besser rollen können.“ Einige Jahre später errichtete das kaiserliche Heer auf dem Gelände eine Fliegerstation mit Fliegerkaserne und nutzte die Rasenfläche als Landefeld sowohl für Flugzeuge als auch für Luftschiffe. Zivile Flugzeuge konnten den Flugplatz auch nutzen.

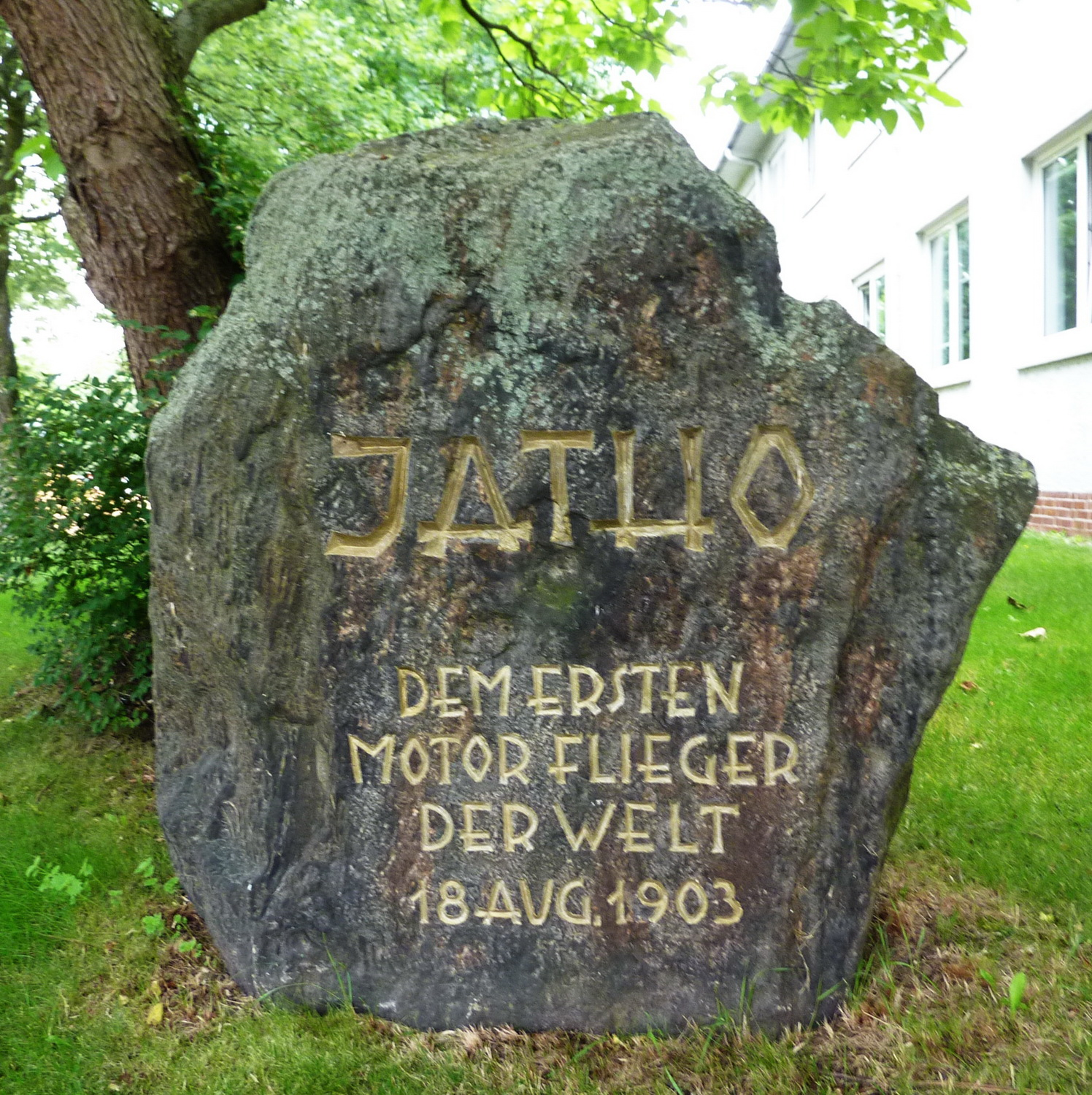
Gedenkstein von 1933 für Karl Jatho am Flughafen

Nach dem Ersten Weltkrieg wurde der Flughafen als militärisches Objekt eingestuft und eine zivile Nutzung zunächst untersagt. Ab 1923 wurde er wieder von zivilen Flugzeugen angeflogen, die erste internationale Verbindung war die vom Deutschen Aero Lloyd angebotene tägliche Verbindung Berlin – Hannover – Rotterdam – London. Im Jahr 1927 übernahm die Stadt Hannover das Gelände von der Reichswehr und baute den Flughafen Hannover-Vahrenwald zum offiziellen hannoverschen Flughafen aus. Der Flughafen wurde im Zweiten Weltkrieg schwer beschädigt und nach dem Zweiten Weltkrieg nicht wieder in Betrieb genommen. Das 1935 errichtete Empfangsgebäude steht noch im heutigen Stadtteil Vahrenheide; es wurde von der Bundeswehr jahrelang als Kreiswehrersatzamt genutzt.
Im Jahr 1915 legte die Hannoversche Waggonfabrik (Hawa) an ihrem Werk in Linden einen Werksflugplatz an. Hier konnte sie die von ihr hergestellten und gewarteten Flugzeuge starten und landen. Als nach dem Ersten Weltkrieg der Vahrenwalder Flugplatz nicht mehr für zivile Zwecke genutzt werden durfte, genehmigte das Reichsluftfahrtamt im November 1919 den Hawa-Werksflugplatz als ersten zivilen Flughafen für Hannover. Die Deutsche Luft-Reederei begann mit regelmäßigen Flügen auf der Strecke Berlin – Braunschweig – Linden – Gelsenkirchen. Im Jahr 1928 löste der Flughafen Hannover-Vahrenwald den Lindener Flugplatz als offiziellen hannoverschen Flughafen ab, 1930 wurde er ganz geschlossen und das Gelände als Nutz- und Zuchtviehhof verwendet.

### Errichtung
Die seit 1947 in Hannover stattfindende Hannover-Messe machte einen Flughafen für die An- und Abreise der Besucher wünschenswert. Die Berlin-Blockade 1948/49 hatte außerdem gezeigt, dass leistungsfähige Flugplätze in der Bundesrepublik in möglichst geringer Entfernung von Berlin von Nutzen waren. Der alte Flughafen in Vahrenwald bot nicht genug Platz, um ihn auszubauen. So wurden verschiedene Möglichkeiten wie ein Ausbau des Flugplatzes Braunschweig-Waggum oder ein Neubau in der Nähe von Sievershausen bei Lehrte geprüft. Die Wahl fiel schließlich auf den bis 1945 von der Luftwaffe genutzten Fliegerhorst Evershorst, der nach dem Krieg von kanadischen Truppen genutzt wurde. Die ehemaligen Kasernen nördlich des Flughafens sind erhalten geblieben.

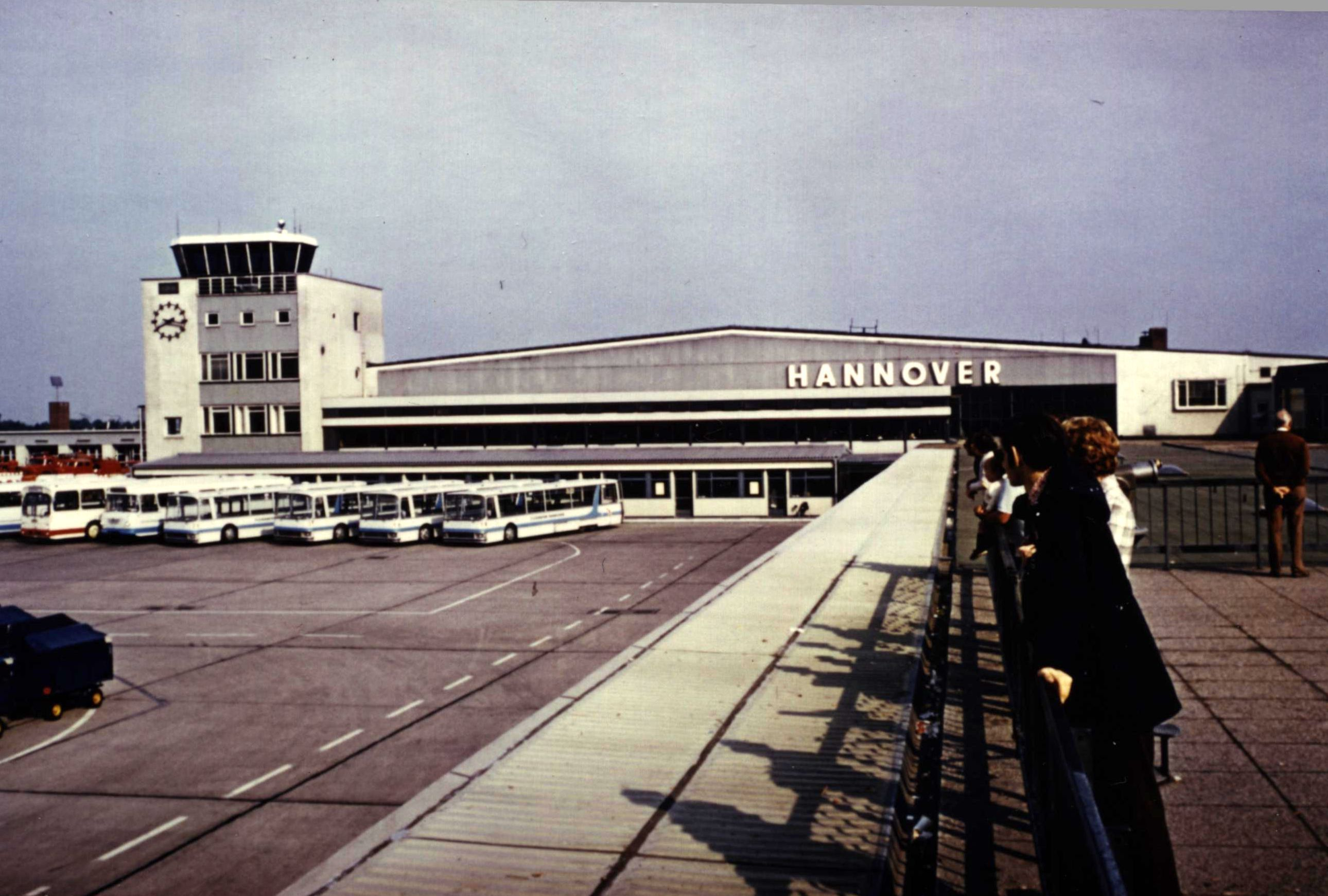
Flughafen Hannover mit dem ersten Tower aus den 1950er Jahren, 1970

Im Jahre 1950 begannen die Vorarbeiten für den Generalausbauplan für die zivile Nutzung als Ersatz für den Flughafen Hannover-Vahrenwald. Nachdem im Juli 1951 die Flughafen Baugesellschaft gegründet und die alliierte zivile Luftfahrtbehörde die Lizenz für den Bau eines Flughafens bei Hannover erteilt hatte, wurde am 28. November 1951 mit dem Bau begonnen. Nach fünf Monaten wurde der Flughafen mit einer 1680 m langen Start- und Landebahn (heutige Südbahn 09R/27L) fertiggestellt. Am 26. April 1952 wurde er offiziell eröffnet und die Fluggesellschaften British European Airways, SAS Scandinavian Airlines und Pan American World Airways nahmen ihren Flugbetrieb auf. In den nächsten Jahren kamen KLM (1953), Air France (1954) und Lufthansa (1955) hinzu. Die erste Landung war ein Flug aus Berlin mit dem regierenden Bürgermeister Ernst Reuter an Bord.
Das Flughafengelände lag auf den Gebieten der Stadt Langenhagen sowie der damals noch selbstständigen Gemeinden Engelbostel, Schulenburg und Godshorn. Seit der Kommunalreform 1974 gehört es vollständig zur Stadt Langenhagen.

### Ausbau

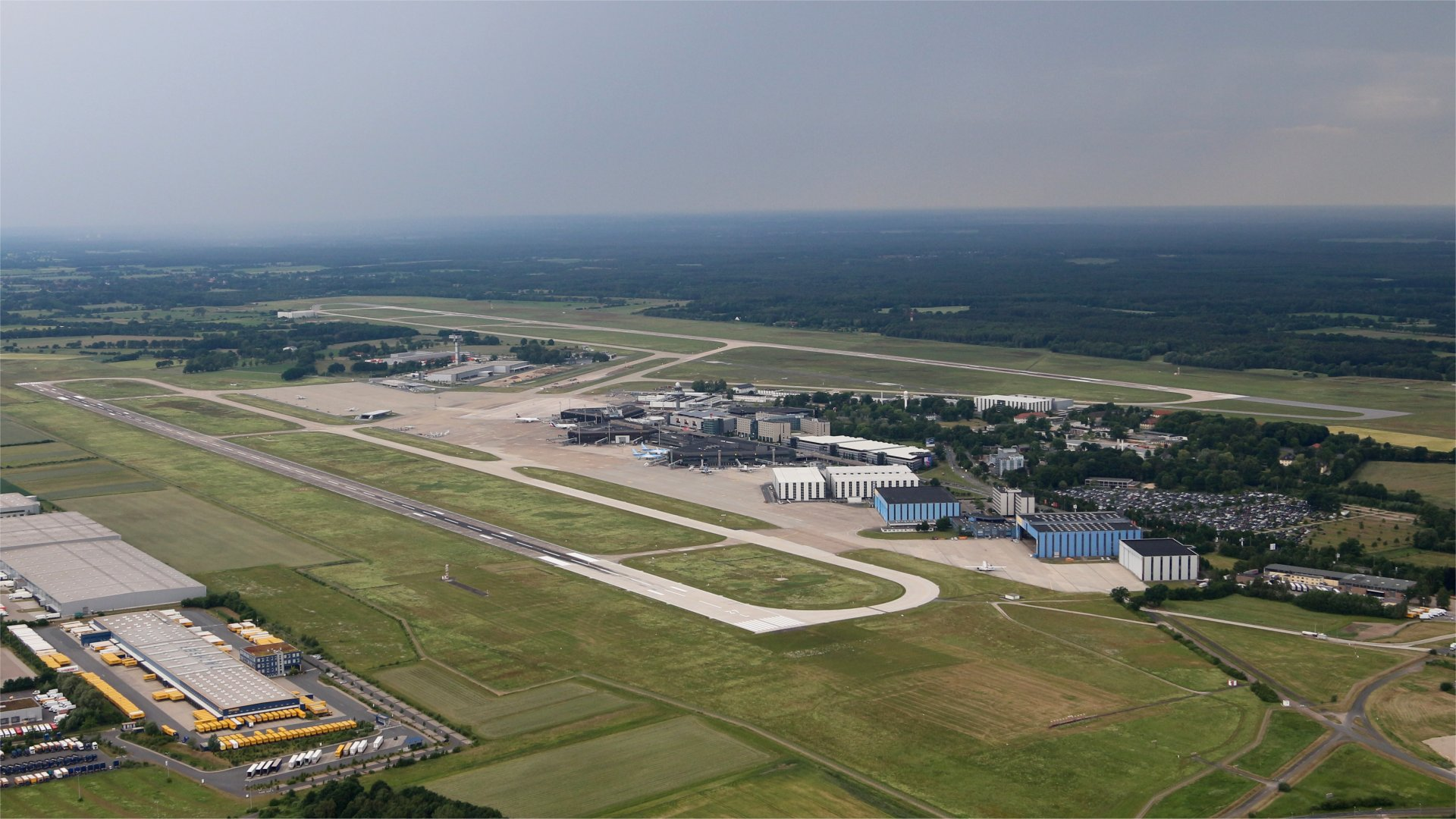
Luftaufnahme, Juni 2017

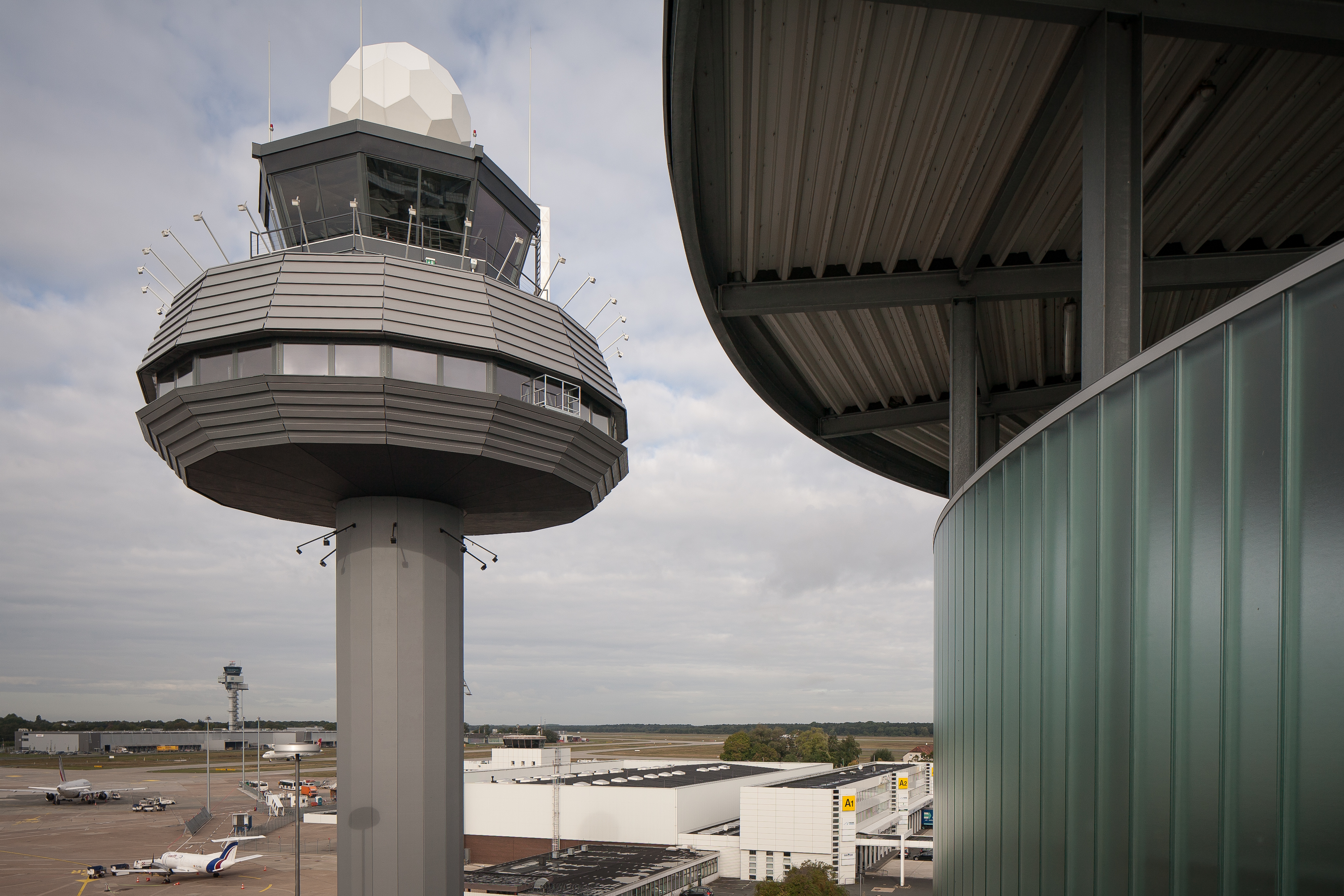
Zweiter Tower von 1966, gesehen vom Parkhaus P1 (rechts im Bild)

Im Jahr 1959 wurde die Startbahn auf 2340 Meter verlängert; ein Jahr später wurden im Norden zwei Grasbahnen in Betrieb genommen, bevor im Jahre 1963 die mittlere, 780 m lange Kurzbahn entstand. Im Jahr 1966 wurde die parallel zur Südbahn angelegte Nordbahn 09L/27R zusammen mit dem 45 m hohen zweiten Tower in Betrieb genommen. Die neue Nordbahn wurde 1969 auf zunächst 2700 m verlängert.
Im Jahr 1973 eröffnete der neue Flughafenkomplex des Architekten Heinz Wilke, bestehend aus den durch eine Ladenstraße verbundenen Terminals A und B mit insgesamt 12 Fluggastbrücken und dem Parkhaus P1. Das bauliche Konzept dieser Terminals diente als Vorlage für das internationale Terminal Scheremetjewo-2 des Flughafens Moskau-Scheremetjewo. Im selben Jahr errichtete Hapag-Lloyd Flug ihre operative und technische Basis am Flughafen. Das alte Abfluggebäude wurde umgebaut und 1976 als Luftfrachtzentrum neu eröffnet. Der Airbus A300 der Lufthansa pendelte fortan zwischen Hannover und Frankfurt.
Im Jahr 1981 wurde der Ausbau der Hapag-Lloyd-Basis fertiggestellt (zwei Großflugzeughallen und ein Verwaltungshochhaus), und die MTU Maintenance GmbH nahm ihren Betrieb auf.
Nach einem Um- und Neubau des Luftfrachtzentrums erfolgte im Februar 1988 dessen Neueröffnung. Die auf 3800 Meter verlängerte Nordbahn wurde am 16. November 1990 zum uneingeschränkten Interkontinentalverkehr freigegeben. Im Jahr 1991 erhielt Langenhagen als erster deutscher Flughafen Anschluss an das ISDN der Deutschen Bundespost. Zwischenzeitliche Pläne, das Luftfahrtmuseum Hannover aus Laatzen an den Flughafen zu verlegen, scheiterten an unterschiedlichen Vorstellungen der Flughafengesellschaft und des Museumsbetreibers über das Konzept der Ausstellung.
1998 wurde das im Rahmen der Infrastrukturmaßnahmen für die Expo 2000 errichtete baulich an das Terminal B angeschlossene größte Terminal C mit acht gläsernen Fluggastbrücken eröffnet, das die Kapazität des Flughafens auf 8 Mio. Passagiere pro Jahr erhöhte.
Im Zusammenhang mit der zur Expo 2000 in Betrieb genommenen S-Bahn Hannover hat der Flughafen einen Eisenbahnanschluss unterhalb von Terminal C bekommen. Bis dahin gab es lediglich eine direkte Busverbindung zwischen dem Hauptbahnhof Hannover und dem Flughafen.
2007 wurde zwischen Terminal A und B in einem Erweiterungsbau die Airport Plaza eröffnet. Hier befinden sich im öffentlichen Bereich auf der Abflugebene mehrere Geschäfte und Restaurants. Auf der Ankunftsebene befinden sich mehrere Autovermieter und eine Versicherung.
Im Jahr 2018 wurde das ursprünglich zur Abfertigung von Flügen für das britische Militär genutzte Terminal D für die reguläre Passagierabfertigung ertüchtigt, um dieses während einer Sanierung des Terminals C im Jahr 2019 zur Entlastung von Verkehrsspitzen nutzen zu können. Mit drei Busgates können Abflüge und Ankünfte von Schengen- und Non-Schengen-Flügen abgefertigt werden. Der Check-in und die Gepäckaufgabe erfolgten in den Terminals A und B, die Sicherheits-, Ein- und Ausreisekontrolle und Gepäckausgabe in Terminal D.

### Sanierungsmaßnahmen
Nach der Eröffnung von Terminal C wurden bis November 2011 die zwölf Fluggastbrücken der Terminals A und B durch gläserne Versionen ersetzt.
Terminal A wurde zwischen Oktober 2013 und Juli 2014 für etwa 8 Millionen Euro umgebaut und modernisiert. Die Abflugebene war während dieser Zeit geschlossen. Anlass für den Umbau waren in erster Linie neue Sicherheitsanforderungen. So wurden etwa die Abfertigung zentralisiert und der bis dahin in Zonen unterteilte Wartebereich mit separaten Sicherheitskontrollen zusammengeführt.
Vom 29. Oktober 2018 bis zum 25. Juni 2020 wurde das Terminal C für einen zweistelligen Millionenbetrag umgebaut und während dieser Zeit vollständig gesperrt. Neben der Erweiterung des Sicherheitsbereichs wurde dieser durch einen Gang mit dem Sicherheitsbereich in Terminal B verbunden, an dessen Ende vor Terminal C Ein- und Ausreisekontrollen durchgeführt werden können. Dieser Gang soll grundsätzlich die Nutzung der Sicherheitskontrollen in den verschiedenen Terminals und den Betrieb flexibilisieren, ist aber derzeit (Stand: Juni 2023) nur zugänglich, wenn es betrieblich erforderlich ist. Während der Bauphase wurde das Terminal D in den Sommermonaten regulär genutzt. Hierzu waren auf dem Vorfeld vor Terminal D temporär überdachte Laufwege errichtet worden, um die Flüge ohne Busboarding abfertigen zu können. Nach Abschluss der Maßnahmen wurde Terminal D stillgelegt und Terminal C für den Non-Schengen-Verkehr genutzt.
Eine geplante Sanierung von Terminal B für einen zweistelligen Millionenbetrag wurde im November 2019 zurückgestellt. Zwischen 2027 und 2033 soll die Nordbahn für einen ähnlichen Betrag in zwei Bauabschnitten saniert werden, nachdem 2018 die Südbahn teilweise erneuert wurde. Anschließend werden voraussichtlich 2033 die Rollwege K, Kto, G und J grundsaniert. Im Jahr 2024 wurde bis zum Beginn der Sommerferien in Niedersachsen eine der zwei Sicherheitskontrollen, auf der dem Terminal A zugewandten Seite, in Terminal B erweitert. Weiterhin wurde ein schon länger geplanter Verbindungsgang im Sicherheitsbereich zwischen den Terminals A und B geschaffen, der über Treppen und Aufzüge aus den Abflugebenen der Terminals A und B erreichbar ist.
Von 2016 bis 2026 soll für einen mittleren zweistelligen Millionenbetrag das zum Teil über 60 Jahre alte ca. 15 Hektar große Vorfeld saniert werden. Vom 29. Februar 2016 bis zum 7. Dezember 2016 wurde in einem ersten Bauabschnitt das Vorfeld zwischen Terminal A und Fracht A durch Austausch von Beton (ca. 5 Hektar) und Asphalt (ca. 0,45 Hektar), Anpassung der Entwässerung inklusive Leitungsbau und die Markierungen der Flächen erneuert. Rund 47.000 Kubikmeter Baumaterial wurden zum großen Teil recycelt und wieder verwertet. Aufgrund der Kampfmittelbeseitigung einer Fliegerbombe aus dem Zweiten Weltkrieg, die während der Bauarbeiten entdeckt wurde, verzögerte sich die Wiederinbetriebnahme um etwa sechs Wochen.

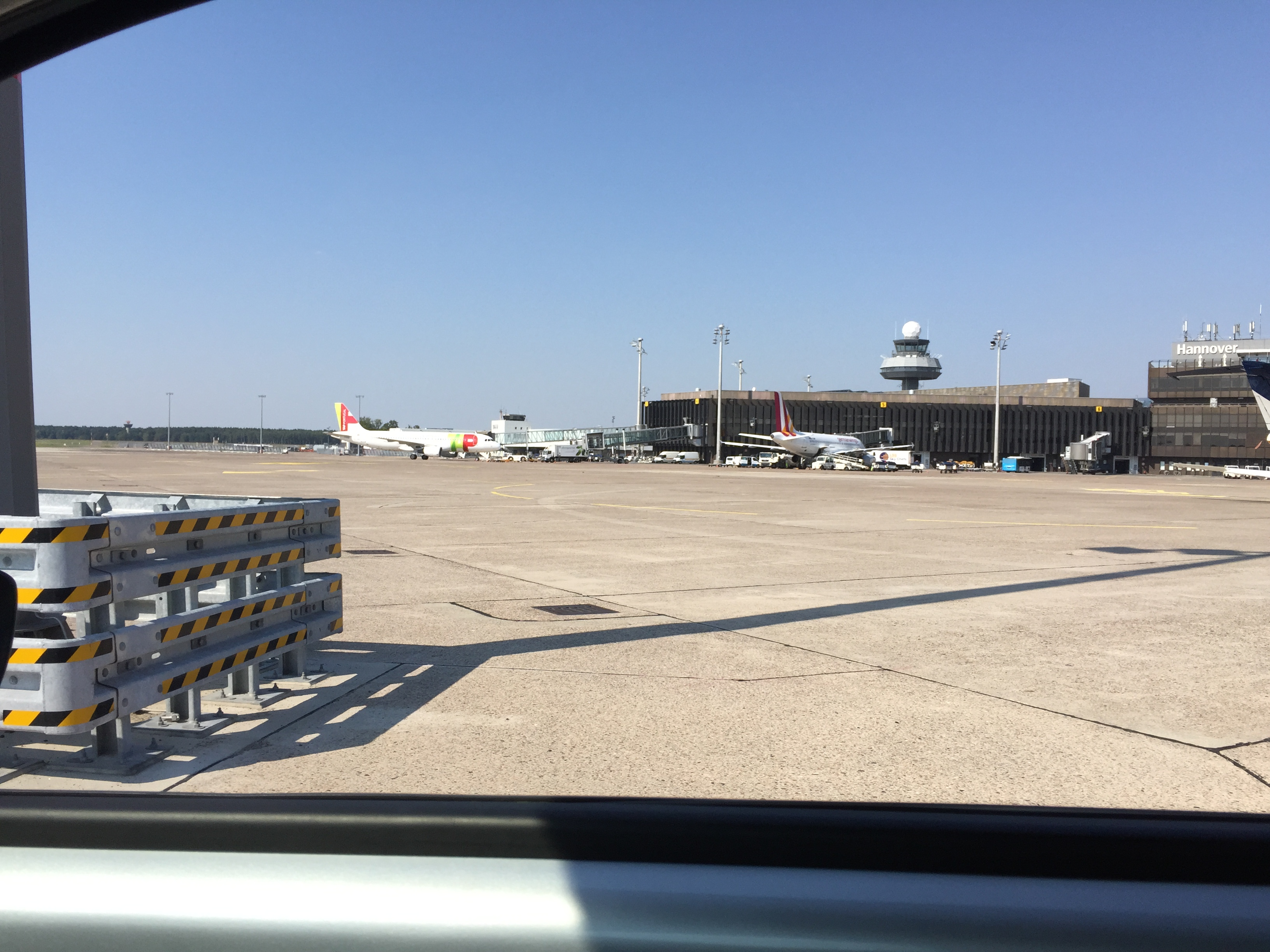
Star-Alliance Terminal A

### Entwicklung des Flugverkehrs

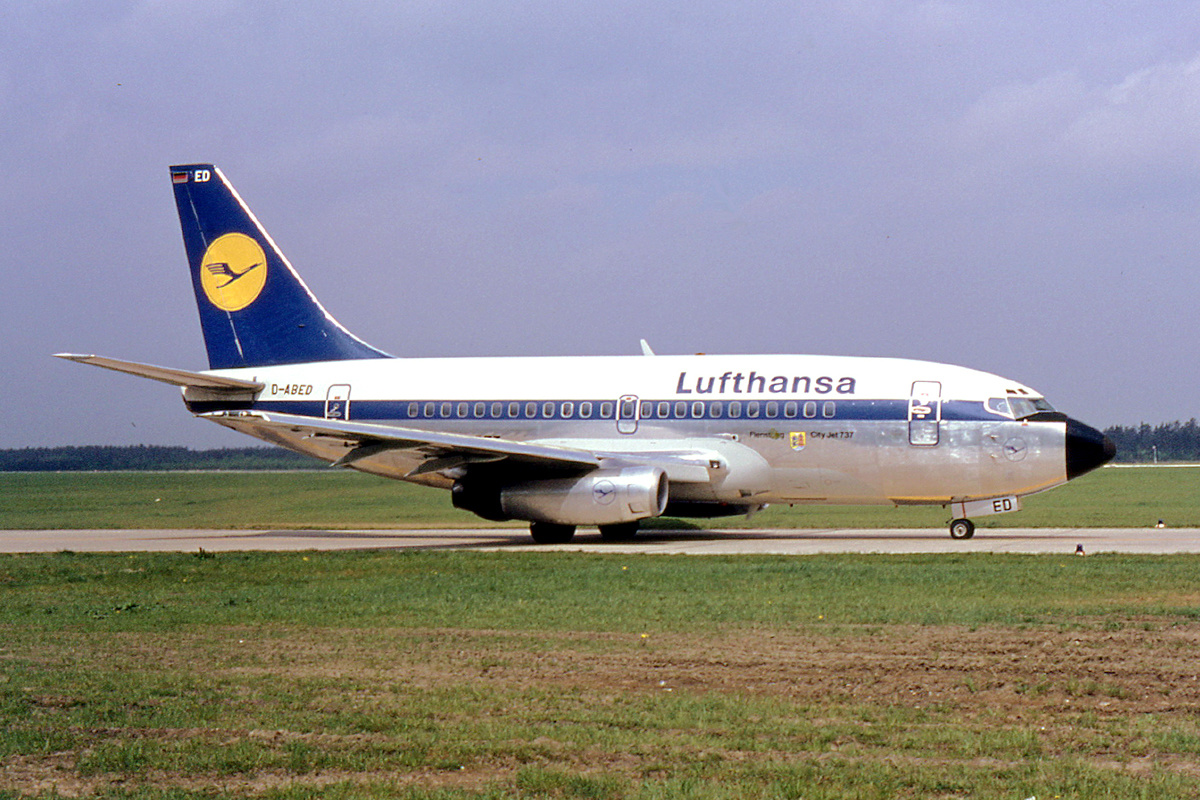
1968: Lufthansa Boeing 737

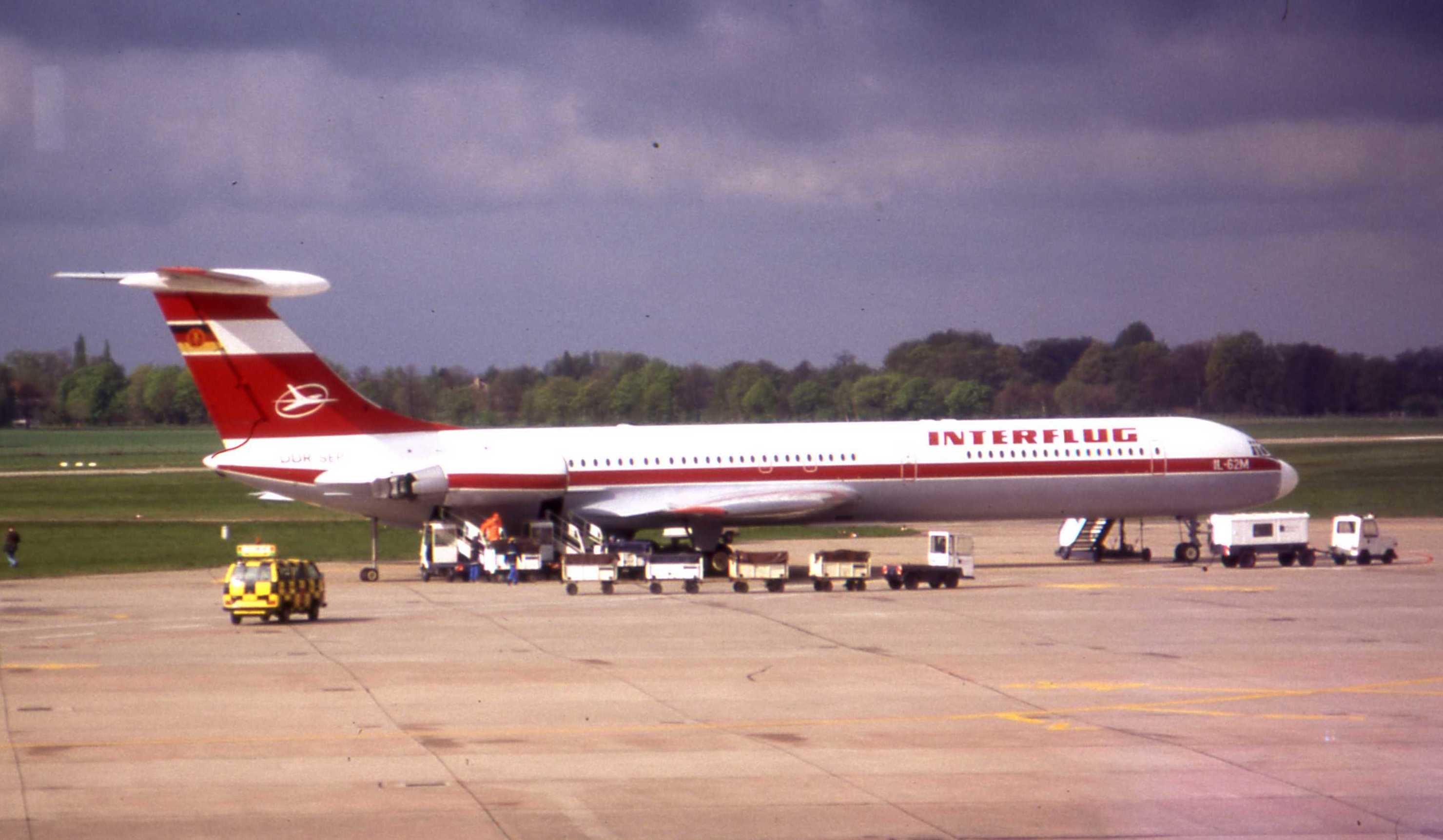
1990: Interflug Iljuschin Il-62, 1990

Durch die zwischen 1945 und 1990 von den Siegermächten festgelegte Beschränkung des Berlin-Verkehrs zwischen Westdeutschland und West-Berlin auf die drei Luftkorridore von Hamburg, Hannover und Frankfurt (Luftkorridor (Berlin)) spielte der Flughafen Hannover-Langenhagen aufgrund der kürzesten Entfernung nach West-Berlin und der höchsten Subventionierung des Flugpreises eine besondere Rolle. Der Flugverkehr nach West-Berlin durfte ausschließlich von Fluggesellschaften aus Großbritannien, Frankreich und den Vereinigten Staaten durchgeführt werden; in Langenhagen hatte die BEA die größte Bedeutung.
Im Jahre 1956 starteten die ersten Touristikflüge nach Mallorca und an die Costa Brava. Am 7. Oktober 1956 führte die Lufthansa auf der Strecke Hamburg-Hannover-Frankfurt die DC-3 ein. 130 Charterflüge wurden 1957 bereits von vier Reiseveranstaltern gezählt. 1965 verzeichnete der Flughafen bereits eine Million Fluggäste.
Im Jahr 1970 nutzten zwei Millionen Fluggäste den Flughafen. Die erste regelmäßige Jumbo-Verbindung kam 1971 in Form der Boeing 747-100 der Condor, die regelmäßig die Strecke Hannover-Palma de Mallorca bediente. Auch die ersten Langstreckenflüge wurden in den 1970er Jahren aufgenommen. So flog die Hapag-Lloyd Flug 1974 von Hannover nach Mombasa und auf die Seychellen (beide Strecken wurden mit einer Boeing 727-100 geflogen, die jeweils einen Tankstopp benötigte) und die Pan Am flog mit der Boeing 707 diverse Charterketten nach New York, Miami und San Francisco. Im Jahr 1978 wurden im Liniendienst Amsterdam (DLT), Berlin (British Airways), Frankfurt (Lufthansa), Kopenhagen (Lufthansa), London-Heathrow (British Airways), München (Lufthansa) und Paris-Charles de Gaulle (Lufthansa) angeflogen. In den 1980er Jahren kamen mehrere Fluggesellschaften nach Hannover zurück, die in den 1970er Jahren ihre Flugverbindungen von und nach Hannover eingestellt hatten. Dazu zählten unter anderem Pan Am, SAS, Air France und KLM.
Hapag-Lloyd begann im März 1990 mit dem Airbus A310-300 Interkontinentalflüge nach New York, Miami, Toronto, Puerto Plata und Punta Cana. Außerdem flog American Trans Air mit der Lockheed Tristar nach Fort Lauderdale und African Safari Airways mit der DC-8 nach Mombasa. Ein Großteil dieser Interkontinentalverbindungen wurde bald wieder eingestellt.
Im Jahr 1994 wurden die ersten Langstreckenverbindungen in die GUS aufgenommen. Kazakhstan Airlines flog mit Boeing 747SP, Iljuschin Il-86 und Tupolew Tu-154 nach Almaty und Astana (damals noch Akmola), Kyrghyzstan Airlines flog mit Tupolew Tu-154 nach Bischkek und Aeroflot mit Iljuschin Il-86 nach Nowosibirsk und mit Tupolew Tu-154 nach Omsk.
Im Jahr 1995 eröffnete die Fluggesellschaft Condor ein neues Langstreckendrehkreuz in Hannover. Es wurden mit DC-10-30, Boeing 767-300ER und Boeing 757-200 nonstop Bridgetown, Cancun, Colombo, Phuket, Malé, Mauritius, Mombasa, Puerto Plata, Punta Cana und Sharjah angeflogen. Ein Großteil der Flüge wurde zwei Jahre später wieder eingestellt. Im Jahr 1997 begann die LTU mit Nonstop-Flügen nach Abu Dhabi, Colombo und Malé, die bald wieder eingestellt wurden. Im Jahr darauf nahm die neue deutsche Fluggesellschaft Britannia Airways Germany mit Boeing 767-300ER Langstreckenflüge nach Varadero und Puerto Plata auf, die nach zwei Jahren eingestellt wurden.
Im Jahre 2001 stellte Hapag-Lloyd mit den Flügen nach Punta Cana ihre letzte Langstreckenverbindung ab Hannover ein. Im Jahr 2003 nahm die Condor, die zu jener Zeit unter dem Namen Thomas Cook Airlines auftrat, mit Boeing 757-200 für zwei Jahre Nonstopflüge nach Moncton und Toronto auf.
Im Jahr 2004 drohte die TUI, die Flugzeugflotten ihrer Tochtergesellschaften Hapag-Lloyd Flug und Hapag-Lloyd Express aus Hannover abzuziehen, sollte sich der Konkurrent EasyJet am Flughafen ansiedeln. Auch Air Berlin drohte für diesen Fall mit einer Verringerung der Kapazitäten in Hannover. Letztendlich wurde EasyJet keine Genehmigung erteilt, da die TUI und Air Berlin im Gegenzug eine Verstärkung ihrer Aktivitäten auf dem Flughafen Hannover zusicherten.

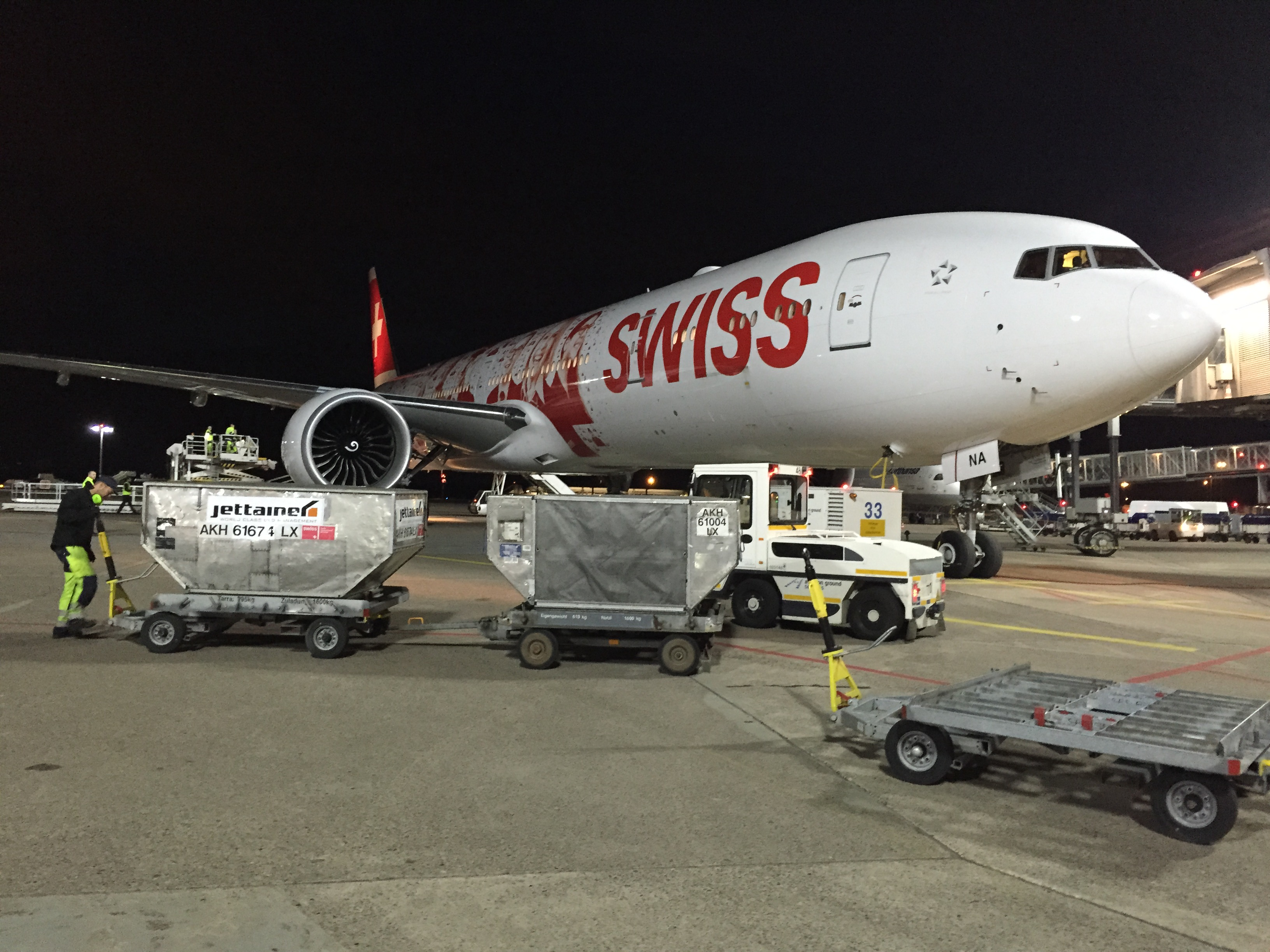
Swiss Boeing 777-300ER am 15. März 2016 am Flughafen Hannover

Am 3. Juni 2010 landete erstmals ein Airbus A380 im Rahmen von Testflügen in Hannover.
Im Jahr 2015 bestätigte TUIfly die Medienberichte, dass die Fluggesellschaft im Rahmen eines Wetleaseabkommens ein sogenanntes Iran-Drehkreuz am Flughafen Hannover plane. Die Gesellschaft beabsichtigte demnach die Aufnahme von Strecken ab Hannover in den Golfstaat. Der Flughafen Hannover sollte als Umstiegsplatz unter anderem für USA-Reisende dienen. TUIfly beabsichtigte, zunächst drei wöchentliche Umläufe aufzunehmen, jedoch habe man die Aufstockung auf zumindest tägliche Flüge bereits in Planung. Westwärts sollte es entsprechende Anschlussflüge geben. Außerdem hieß es, dass die Gespräche noch andauern würden, jedoch noch keinerlei Abschluss erreicht worden sei.
Im Rahmen der Einflottung des neuen Langstreckenflugzeugs Boeing 777-300ER bei Swiss schickte die Gesellschaft ihr neues Flaggschiff probehalber regelmäßig im Sommerflugplan 2016 nach Hannover, um unter anderem die Abläufe an Bord zu testen.
Seit dem Frühjahr 2018 bot die Condor für einen begrenzten Zeitraum Flüge nach Dubai an.
Mit Beginn der COVID-19-Pandemie zog sich Condor komplett vom Flughafen Hannover zurück.
Auch Eurowings reduzierte die Direktverbindungen stark und zwar besonders das große Ferienflugangebot, welches Eurowings erst im Jahr 2018 um viele neue Ziele erweitert hatte.
Bis zur deutschlandweiten Einstellung des inländischen Netzwerks durch die Deutsche Post im Jahr 2024 war der Flughafen ein Nachtluftpoststandort.
Eurowings eröffnete ab dem Jahr 2024 erstmals seit der COVID-19-Pandemie erneut eine Basis am Flughafen in Hannover. Im Zuge dessen wurden zwei Maschinen des Typs Airbus A320-200 am Airport stationiert. Diese fliegen 17 neue Direktziele im Sommer 2024 an, mit besonderem Schwerpunkt auf Italien.

### Luftfahrtschau / ILA

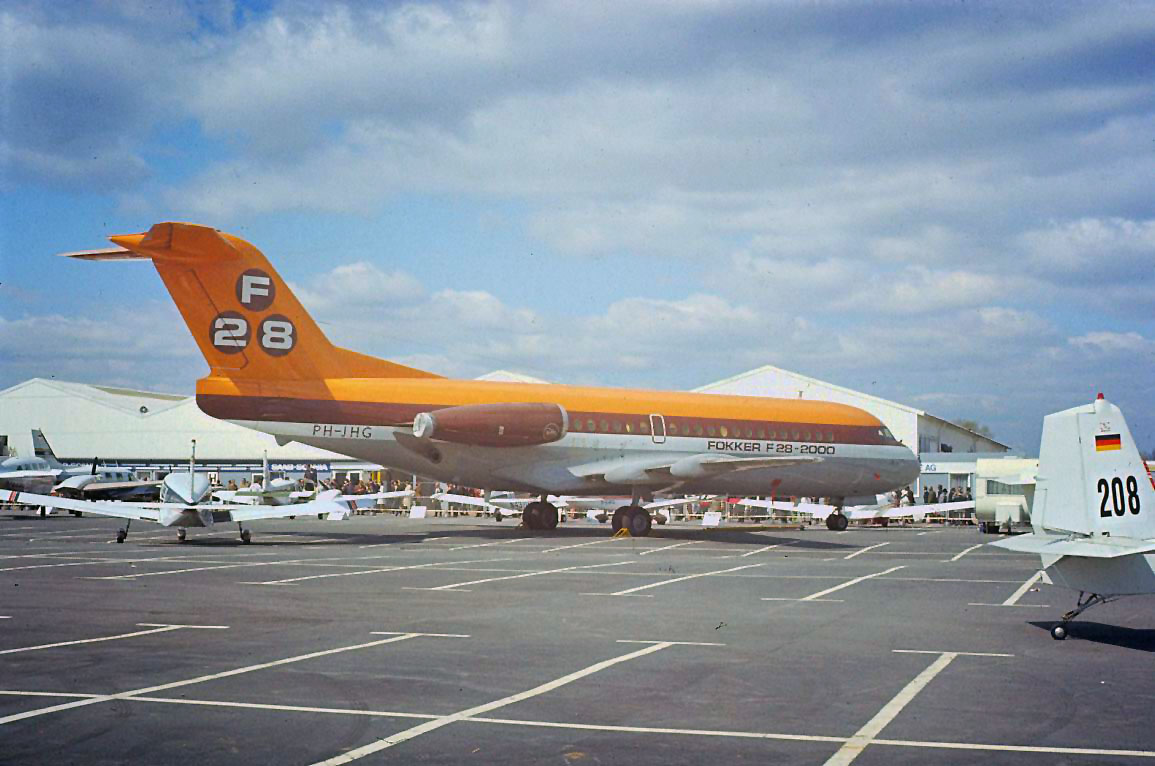
Fokker F28 auf der Luftfahrtschau 1972

Von 1957 bis 1990 fand auf dem Gelände des Flughafens Hannover die Luftfahrtschau statt. Die erste Luftfahrt-Sonderschau war 1957 ein Bestandteil der Hannover-Messe. Die Luftfahrtschau entwickelte sich zu einer eigenständigen Veranstaltung mit über 200.000 Besuchern, die ab 1960 alle zwei Jahre als Deutsche Luftfahrtschau stattfand. Ab 1978 firmierte sie als Internationale Luft- und Raumfahrtausstellung (ILA). Bis zu 300 Aussteller aus 30 Ländern präsentierten Neuheiten aus dem Bereich der Luft- und Raumfahrt. Die ILA wurde die drittgrößte europäische Luftfahrtausstellung nach Farnborough in England und Le Bourget in Frankreich.
Auf dem Flughafen landete am 22. April 1972 zum ersten Mal eine Concorde auf deutschem Boden als die British Aircraft Corporation anlässlich der ILA den britischen Prototypen des Flugzeugs vorstellte. In den frühen 1980er Jahren diente Hannover der Concorde darüber hinaus als Ausgangspunkt einiger Charterflüge.
1990 landete zur ILA in Hannover das erste Wasserstoff-Flugzeug der Welt, die Tupolew Tu-155.
Im Laufe der 1980er Jahre ergaben sich zunehmend Platzprobleme. Der Flughafen expandierte, und der reguläre Flugbetrieb durfte nicht gestört werden. Die Ausstellungsflächen mussten deshalb trotz steigender Teilnehmer- und Besucherzahlen verkleinert werden. 1990 fand die ILA daher zum letzten Mal in Hannover statt, 1992 zog diese nach Berlin-Schönefeld um.

## Lage und Verkehrsanbindung
Der Verkehrsflughafen liegt in Langenhagen nördlich von Hannover.

### Straßen

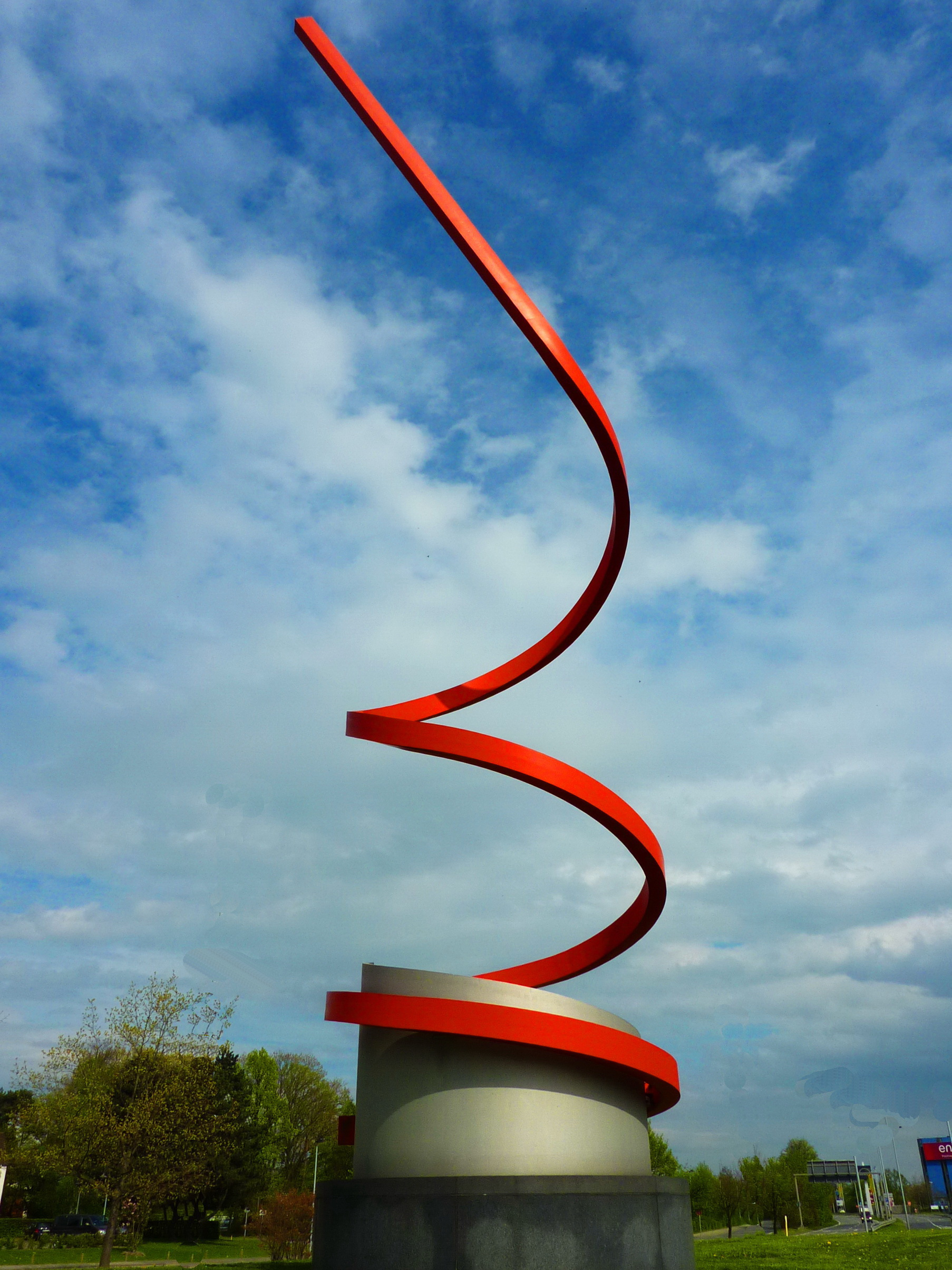
Stefan Schwerdtfeger: Up & Away; Stahlskulptur an der Zufahrt (1988)

Von Osten über die Bundesautobahn A 2 und von Süden über die A 7 kommend ist der Flughafen über das Kreuz Hannover-Ost und weiter der A 2 nach Westen folgend über die Bundesstraße 522 ab der Ausfahrt Hannover-Nord/Langenhagen erreichbar. Von Westen über die A 2 sowie von Norden über die A 7 kommend bietet die Bundesautobahn 352 direkten Anschluss an den Flughafen.

### ÖPNV
Die Üstra-Buslinie 470 fährt im 30-Minuten-Takt von Hannover-Stöcken über Langenhagen-Zentrum zum Flughafen. Darüber hinaus gibt es am Flughafen drei Taxistandplätze mit einer Kapazität von zusammen ca. 100 Fahrzeugen.

### S-Bahn
Von dem unter dem Terminal C liegenden Bahnhof Hannover Flughafen an der 2000 fertiggestellten Bahnstrecke Langenhagen Pferdemarkt–Hannover Flughafen verkehren Züge der Linie S5 im Halbstundentakt nach Hannover Hbf und Hameln sowie im Stundentakt weiter nach Paderborn. Während der großen Messen fährt die zusätzliche S-Bahnlinie S 8 über Hauptbahnhof zum Bahnhof Hannover Messe/Laatzen. Die Fahrzeit vom Flughafen zum Hauptbahnhof beträgt 17 Minuten.
| Linie | Verlauf | Takt |
| ----- | --- | --- |
| S 5   | Paderborn Hbf – Altenbeken – Steinheim (Westf) – Schieder – Lügde – Bad Pyrmont – Emmerthal – Hameln – Bad Münder (Deister) – Springe – Völksen/Eldagsen – Bennigsen – Holtensen/Linderte – Weetzen – Hannover-Linden/Fischerhof – Hannover Bismarckstraße – Hannover Hbf – Hannover-Nordstadt – Hannover-Ledeburg – Hannover-Vinnhorst – Langenhagen Mitte – Langenhagen Pferdemarkt – Hannover Flughafen Stand: Fahrplanwechsel Juni 2022 | 60 min 30/60 min (Bad Pyrmont–Hameln) 30 min (Hameln–Hannover Hbf werktags) 30 min (Hannover Hbf–Flughafen) |
| S 8   | Sonderlinie: Hannover Flughafen – Langenhagen Mitte – Hannover-Nordstadt – Hannover Hbf – Hannover Bismarckstraße – Hannover Messe/Laatzen Stand: Fahrplanwechsel Juni 2022 | 30/60 min                                                                                                   |

Die Zahl der Bahnhofsnutzer (Fahrgäste und Besucher) wurde von der Deutschen Bahn für das Jahr 2006 mit weniger als 5000 pro Tag angegeben.

## Flughafenanlage

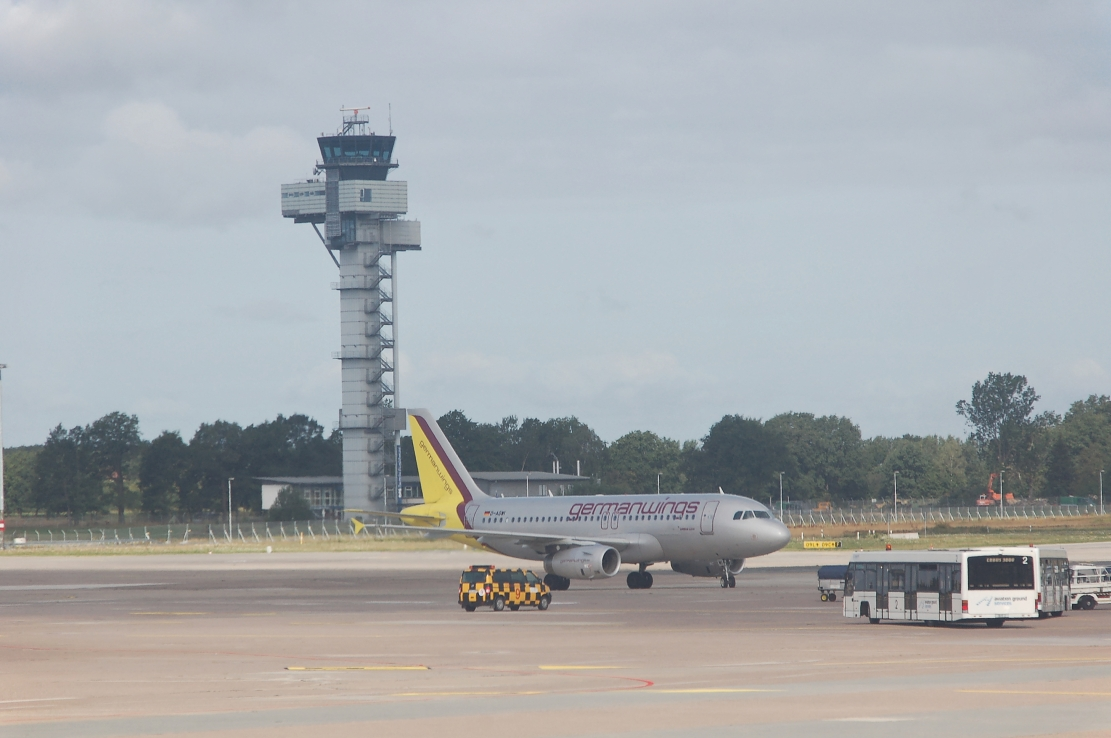
Der 1999 eröffnete dritte Tower

### Start- und Landebahnen
Der Flughafen besitzt drei Start- und Landebahnen. Die Nordbahn 09L/27R ist 3200 m lang und 45 m breit, die Anflüge sind beiderseitig für die Allwetterflugbetriebsstufe ILS CAT IIIb zugelassen. Die physische Länge der Nordbahn ist 3800 m; bis 2009 konnten zwei je 300 m lange Abschnitte an beiden Enden vor den Landeschwellen für den Start von Flugzeugen mit Startlaufstrecken größer als 3200 m zusätzlich genutzt werden. Inzwischen sind diese Flächen nicht mehr markiert bzw. befeuert und dürfen nur noch per Ausnahmegenehmigung genutzt werden.
Die Südbahn 09R/27L ist 2340 m lang und 45 m breit, die Anflüge allerdings nur nach Allwetterflugbetrieb nach ILS CAT I zugelassen.
Die kurze Mittelbahn 09C/27C (780 m × 22,5 m) ist für Luftfahrzeuge (Leichtflugzeuge) bis 5,7 t Höchstabfluggewicht (MTOW) ausgelegt und nur für den Sichtflug (VFR) zugelassen.
Damit kann der Flughafen bei fast jedem Wetter angeflogen werden. Ein generelles Nachtflugverbot gibt es nicht. Eine Zulassung für Ultraleichtflugzeuge ist vorhanden, was für einen Flughafen dieser Größe relativ selten ist. 1999 wurde der 74 m hohe dritte neue Kontrollturm der DFS in Betrieb genommen.

### Terminals

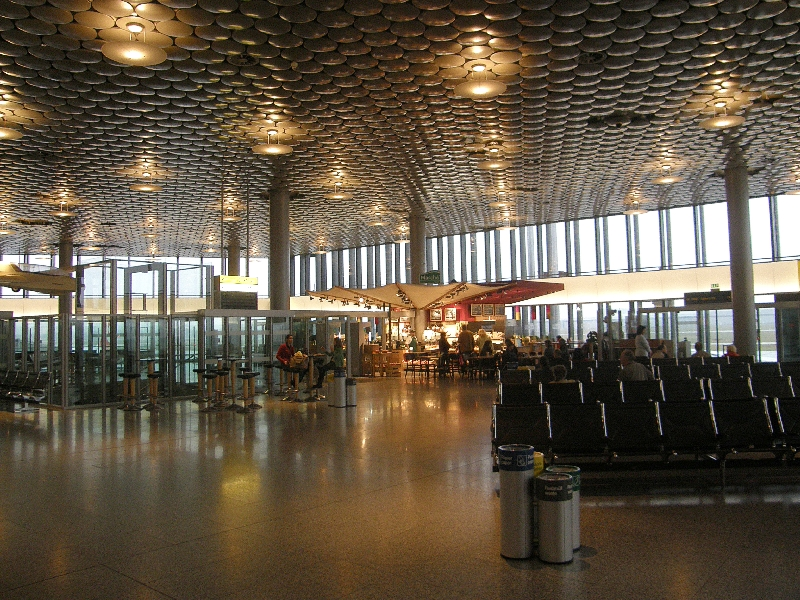
Innenansicht eines Wartebereiches im Terminal C

Der Flughafen besteht aus den baulich miteinander verbundenen Passagierterminals A, B und C sowie dem separat stehenden und seit Juli 2023 wieder zu Verkehrsspitzen vereinzelt regulär genutzten Passagierterminal D und dem GAT (Karl-Jatho-Terminal).
In den Terminals A, B und C bestehen zentrale Sicherheitskontrollen. Die Sicherheitsbereiche der Terminals A, B und C können über luftseitige Gänge miteinander verbunden werden. Ein- und Ausreisekontrollen können von der Bundespolizei grundsätzlich in allen Terminals vollzogen werden. Für Abflüge gibt es folgende Ausreisekontrollmöglichkeiten: Im Sicherheitsbereich von Terminal A für die Gates 1 und 1A, im Sicherheitsbereich von Terminal B für die Gates 11 bis 20, nach der Sicherheitskontrolle in Terminal C für alle Gates sowie am luftseitigen Übergang zwischen den Terminals B und C (Ein- und Ausreise). Da die Terminals A, B und C luftseitig verbunden werden können, ist somit theoretisch der komplette Terminalkomplex A bis C für Non-Schengen-Flüge nutzbar. Weiterhin können in Terminal D für alle Gates Ausreisekontrollen durchgeführt werden.
Die Terminals A bis C sind mit 20 Fluggastbrücken (Gates 1 bis 6 in Terminal A, 7 bis 12 in Terminal B und 13 bis 20 in Terminal C) ausgestattet. Das östlich von Terminal C stehende Terminal D verfügt über die drei Gates 21 bis 23, die lediglich für Busboarding nutzbar sind. Weiterhin gibt es in den Terminals A bis C mehrere Gates für Bus- oder Walkboarding, die mit einer Gatenummer und dem Suffix A, B oder E bezeichnet werden (z. B. in Terminal A die Gates 1A, 3A und 4A für Abflüge und Ankünfte sowie 1B und 1E nur für Ankünfte), die über Treppen und Aufzüge aus dem jeweiligen Sicherheitsbereich der Abflugebene erreicht werden können bzw. bei Ankünften direkt zur Einreise und Gepäckausgabe führen.
In den Terminals befinden sich Geschäfte und gastronomische Einrichtungen, Lounges, Kinderspielbereiche, die Erlebnisausstellung „Welt der Luftfahrt“, zahlreiche Reiseveranstalter bzw. -Vermittler, Autovermieter, eine Kapelle, ein islamischer Gebetsraum, eine SB-Bankfiliale, Geldautomaten auf allen Ebenen und diverse Serviceeinrichtungen. Im Sicherheitsbereich gibt es in allen Terminals Duty-Free-Shops und gastronomische Einrichtungen.
Im Norden des Flughafengeländes befinden sich das GAT mit Abfertigungsanlagen für Drehflügler, Privat- und Sportflugzeuge.

### Betriebskonzept
Stand: 21. März 2025
Das Terminal A wird für Schengen-Flüge, das Terminal B überwiegend für Schengen-Flüge und das Terminal C überwiegend für Non-Schengen-Flüge genutzt. Die Sicherheitskontrollen in den Terminals A und B sind seit Sommer 2024 derart flexibilisiert, dass Schengen-Abflüge mit Abfertigung an den Gates 1 bis 12 je nach individueller Vorgabe des Flughafens über die Sicherheitskontrollen in den Terminals A oder B erreicht werden. Non-Schengen-Abflüge ab Terminal B werden mit Zugang über die Sicherheitskontrolle und Ausreise in Terminal C erreicht. Schengen-Abflüge ab Terminal C werden mit Zugang über die Sicherheitskontrolle in Terminal B erreicht. Auf den Abflugstafeln werden keine Gates mehr angezeigt. Anstatt dessen wird nur noch das Terminal angezeigt, in dem die Sicherheitskontrolle zu nutzen ist. Auf den Ankunftstafeln werden nach wie vor Terminal und Gate angezeigt.

### Luftfracht
Nördlich des Terminal A befindet sich das Air-Cargo-Center. Mit einem Tunnel, der unter den Rollwegen Foxtrot und Lima verläuft, ist das Air-Cargo-Center mit dem Air-Cargo-Terminal und dem Road-Hub von FedEx im Westbereich des Flughafens verbunden. Regelmäßige Frachtflüge von und nach Hannover bieten Federal Express und Amazon Prime Air an. Darüber hinaus hat Air-taxi europe eine Maschine in Hannover für Kurier- und Transportflüge stationiert. Dazu kommt noch die Luftfracht, die nicht mit dem Flugzeug, sondern per LKW zu den Zielflughäfen transportiert wird.

### Hotels
Im Jahr 1971 wurde das erste Hotel am Flughafen eröffnet, 1993 eröffnete ein zweites Hotel am Flughafen.

### Hub of the Scorpions
Zum 60-Jährigen Bestehen der Band Scorpions im Jahr 2025 wirbt der Airport Hannover mit dem Zusatz Hub of the Scorpions, damit wird die langjährige Verbindung der Band mit dem Flughafen gewürdigt. Auf dem Gelände des Flughafens und in den Terminals wird diese Verbundenheit dokumentiert und international vermarktet. Zudem wird die Hannover Unesco City of Music thematisch eingebunden. Im März 2025 wurde im Terminal B die Ausstellungsfläche Rockstage eröffnet, in der die Geschichte der Scorpions dokumentiert wird.

### Ausstellung „Welt der Luftfahrt“ und Aussichtsterrasse
Die Welt der Luftfahrt ist eine Erlebnisausstellung rund um das Thema Fliegen. Im Rahmen der Ausstellung besteht die Möglichkeit, einen Flug in den dortigen Flugsimulatoren (Airbus A320 oder Boeing B737) vorab zu buchen. Die 360°-Aussichtsterrasse ist Bestandteil der Ausstellung. Eintrittskarten für Ausstellung und Aussichtsterrasse können im Erlebnis-Shop auf der Abflugebene erworben werden. Hier gibt es eine vielfältige Auswahl an luftfahrtaffinen und Hannover Airport-Fanartikeln.

### Hubschrauberlandeplatz
Eine Polizeihubschrauberstaffel der Polizei Niedersachsen nahm am 2. Juli 1971 ihren Betrieb in Langenhagen auf. Derzeit werden mehrere Hubschrauber der Typen MD 902 Explorer und EC 135 P2+ betrieben. Die Polizeihubschrauber in Langenhagen sind 24 Stunden am Tag einsatzbereit.
Im Oktober 1995 nahm der Hubschrauber-Sonderdienst (HSD) am Flughafen den Intensivtransporthubschrauber (ITH) mit dem Funkrufnamen „Christoph Niedersachsen“ in Dienst. Der ITH ist rund um die Uhr in die deutsche Luftrettung eingebunden.

## Betreiber
Betreiber des Flughafens ist die Flughafen Hannover-Langenhagen GmbH. Diese gehört zu 35 % der Landeshauptstadt Hannover, zu 35 % dem Land Niedersachsen (über die Hannoversche Beteiligungsgesellschaft) und zu 30 % der Icon Flughafen GmbH. Geschäftsführer sind seit 1. März 2022 Martin Roll (kaufmännisch) und seit 1. Januar 2023 Maik Blötz (technisch, betrieblich).
Die Gesellschaft erzielte 2021 einen Umsatz von 85,5 Millionen Euro und einen Verlust von 11,6 Millionen Euro. Im Jahr 2019 – vor der COVID-19-Pandemie – erzielte die Gesellschaft Umsatzerlöse von 160,3 Millionen Euro und einen Gewinn von 2,8 Millionen Euro.

## Verkehrszahlen
| Jahr    | Fluggastaufkommen | Fluggastaufkommen | Flugbewegungen | Flugbewegungen | Fracht (t) | Fracht (t) |
| ------- | ----------------- | ----------------- | -------------- | -------------- | ---------- | ---------- |
| 2024    | 5.223.745         | 0 +13,6 %         | 64.683         | 0 +2,5 %       | 27.776     | 0 -5,2 %   |
| 2023    | 4.599.823         | 0+16,1 %          | 63.127         | 0+2,0 %        | 21.868     | 0-17,9 %   |
| 2022    | 3.961.983         | 0+92,6 %          | 61.871         | 0+26,6 %       | 26.633     | 0+4,7 %    |
| 2021    | 2.057.452         | 0+41,7 %          | 48.853         | 0+12,0 %       | 25.442     | 0+39,6 %   |
| 2020    | 1.452.333         | 0-77 %            | 43.610         | 0-43,2 %       | 18.223     | 0+55,5 %   |
| 2019    | 6.301.366         | 00-0,4 %          | 76.837         | 00-2,4 %       | 11.719     | 0+22,1 %   |
| 2018    | 6.324.634         | 00+7,7 %          | 78.766         | 00+4,7 %       | 9.595      | 0+6,9 %    |
| 2017    | 5.870.104         | 00+8,5 %          | 75.256         | 00-0,6 %       | 8.976      | 0+8,3 %    |
| 2016    | 5.408.814         | 00-0,8 %          | 75.711         | 00+0,02 %      | 8.285      | 0+15,6 %   |
| 2015    | 5.452.669         | 00+3,0 %          | 75.695         | 00-0,4 %       | 7.165      | 0+72,0 %   |
| 2014    | 5.291.981         | 00+1,1 %          | 76.031         | 00−0,04 %      | 4.164      | 0+14,8 %   |
| 2013    | 5.234.909         | 00−1,0 %          | 76.060         | 00−5,1 %       | 3.628      | 0−18,6 %   |
| 2012    | 5.288.327         | 00−1,0 %          | 80.139         | 00−0,7 %       | 4.457      | 0−20,2 %   |
| 2011    | 5.341.017         | 00+5,5 %          | 80.730         | 00+6,5 %       | 5.585      | 00+5,2 %   |
| 2010    | 5.060.956         | 00+1,8 %          | 75.833         | 00−2,4 %       | 5.308      | 0+45,4 %   |
| 2009    | 4.969.800         | 0−11,9 %          | 77.737         | 0−10,4 %       | 3.650      | 0−33,0 %   |
| 2008    | 5.637.965         | 00−0,1 %          | 86.798         | 00−1,8 %       | 5.448      | 00−3,7 %   |
| 2007    | 5.644.746         | 00−1,0 %          | 88.352         | 00+0,5 %       | 5.657      | 0+11,6 %   |
| 2006    | 5.699.322         | 00+1,1 %          | 87.872         | 00−1,2 %       | 5.069      | 0−16,3 %   |
| 2005    | 5.637.391         | 00+7,4 %          | 88.935         | 00+4,0 %       | 6.057      | 0+13,6 %   |
| 2004    | 5.249.176         | 5.249.176         | 85.459         | 85.459         | 5.330      | 5.330      |
| Quelle: |                   |                   |                |                |            |            |

| Rang                                                                                     | Ziel                    | Passagiere | Passagiere               | Passagiere | Passagiere | Passagiere | Passagiere | Passagiere | Passagiere | Starts | Starts                   | Starts | Starts | Starts | Starts | Starts |
| Rang                                                                                     | Ziel                    | 2023       | Veränderung 2023 zu 2022 | 2022       | 2021       | 2020       | 2019       | 2018       | 2017       | 2022   | Veränderung 2022 zu 2021 | 2021   | 2020   | 2019   | 2018   | 2017   |
| ---------------------------------------------------------------------------------------- | ----------------------- | ---------- | ------------------------ | ---------- | ---------- | ---------- | ---------- | ---------- | ---------- | ------ | ------------------------ | ------ | ------ | ------ | ------ | ------ |
| 1                                                                                        | Antalya                 | 354.107    | ▲24,83 %                 | 283.665    | 156.186    | 42.919     | 287.183    | 259.907    | 217.756    | 1.662  | ▲60,74 %                 | 1.034  | 353    | 1.708  | 1.539  | 1.327  |
| 2                                                                                        | München                 | 174.358    | ▲14,56 %                 | 152.195    | 59.388     | 62.487     | 266.588    | 261.035    | 269.405    | 1.872  | ▲60,00 %                 | 1.170  | 1.195  | 2.831  | 2.679  | 2.591  |
| 3                                                                                        | Palma de Mallorca       | 172.883    | ▼-10,40 %                | 192.957    | 135.313    | 49.140     | 317.676    | 310.271    | 273.738    | 1.193  | ▲24,27 %                 | 960    | 412    | 1.941  | 2.015  | 1.685  |
| 4                                                                                        | Frankfurt               | 146.348    | ▲31,60 %                 | 111.207    | 48.048     | 42.977     | 180.874    | 195.580    | 189.966    | 1.181  | ▲73,42 %                 | 681    | 758    | 2.053  | 2.012  | 1.985  |
| 5                                                                                        | Istanbul 1              | 129.167    | ▲29,04 %                 | 100.098    | 65.941     | 39.718     | 143.496    | 149.351    | 140.035    | 772    | ▲41,65 %                 | 545    | 325    | 1.049  | 1.055  | 1.024  |
| 6                                                                                        | Istanbul-Sabiha Gökçen  | 116.117    | ▲37,53 %                 | 84.432     | 46.703     | 20.143     | 34.609     | 12.359     | 7.835      | 563    | ▲55,52 %                 | 362    | 159    | 227    | 93     | 50     |
| 7                                                                                        | Hurghada                | 97.917     | ▲7,43 %                  | 91.149     | 20.835     | 26.643     | 127.941    | 101.481    | 85.603     | 578    | ▲298,62 %                | 145    | 166    | 726    | 599    | 487    |
| 8                                                                                        | London-Heathrow         | 90.907     | ▲108,59 %                | 43.582     | 4.570      | 18.446     | 88.240     | 106.845    | 104.990    | 384    | ▲519,35 %                | 62     | 203    | 709    | 978    | 1.013  |
| 9                                                                                        | Amsterdam               | 75.203     | ▲38,94 %                 | 54.126     | 29.902     | 26.176     | 100.977    | 96.829     | 90.156     | 870    | ▲51,57 %                 | 574    | 538    | 1.352  | 1.312  | 1.311  |
| 10                                                                                       | Wien                    | 74.582     | ▲32,05 %                 | 56.480     | 23.127     | 25.782     | 115.627    | 114.418    | 109.061    | 688    | ▲85,95 %                 | 370    | 377    | 1.181  | 1.168  | 1.009  |
| 11                                                                                       | Paris Charles de Gaulle | 63.868     | ▲21,12 %                 | 52.729     | 14.958     | 18.568     | 80.030     | 77.860     | 80.510     | 1.077  | ▲70,41 %                 | 632    | 551    | 1.410  | 1.406  | 1.457  |
| 12                                                                                       | Las Palmas              | 60.229     | ▲6,21 %                  | 56.705     | 34.433     | 28.248     | 83.445     | 99.327     | 87.250     | 346    | ▲39,52 %                 | 248    | 192    | 465    | 601    | 500    |
| 13                                                                                       | Zürich                  | 59.910     | ▲105,66 %                | 29.130     | 13.337     | 15.816     | 105.975    | 111.843    | 111.668    | 424    | ▲102,78 %                | 209    | 274    | 1.239  | 1.310  | 1.343  |
| 14                                                                                       | Izmir                   | 58.372     | ▼-10,03 %                | 65.533     | 36.603     | 19.609     | 56.511     | 41.362     | 32.742     | 450    | ▲55,17 %                 | 290    | 191    | 393    | 271    | 218    |
| 15                                                                                       | Heraklion               | 56.345     | ▼-18,30 %                | 68.962     | 49.280     | 30.328     | 81.163     | 71.331     | 68.734     | 418    | ▲36,60 %                 | 306    | 197    | 184    | 465    | 421    |
| 16                                                                                       | Fuerteventura           | 56.324     | ▲4,89 %                  | 53.697     | 33.009     | 21.344     | 65.289     | 81.208     | 83.161     | 342    | ▲39,59 %                 | 245    | 145    | 360    | 475    | 468    |
| 17                                                                                       | Barcelona               | 43.175     | ▲22,40 %                 | 35.273     | 7.754      | 6.233      | 39.886     | 38.651     | 48.983     | 568    | ▲51,47 %                 | 375    | 51     | 305    | 307    | 397    |
| 18                                                                                       | Teneriffa-Süd           | 39.706     | ▲10,01 %                 | 36.094     | 19.799     | 14.467     | 49.911     | 58.056     | 62.476     | 225    | ▲58,45 %                 | 142    | 99     | 284    | 340    | 356    |
| 19                                                                                       | Rhodos                  | 34.599     | ▼-6,87 %                 | 37.153     | 26.477     | 12.775     | 32.854     | 35.429     | 27.158     | 236    | ▲37,21 %                 | 172    | 95     | 195    | 221    | 159    |
| 20                                                                                       | Kos                     | 28.914     | ▼-1,06 %                 | 29.225     | 23.251     | 16.753     | 33.460     | 32.796     | 24.435     | 179    | ▲17,76 %                 | 152    | 119    | 206    | 221    | 144    |
| In dieser Statistik sind nur flugzeugbezogene Daten (Flight Stage) von Starts enthalten. |                         |            |                          |            |            |            |            |            |            |        |                          |        |        |        |        |        |

1 Flughafencode IST
| Rang                                                                                     | Ziel           | Passagiere | Passagiere               | Passagiere | Passagiere | Passagiere | Passagiere | Passagiere | Passagiere | Passagiere | Starts | Starts                   | Starts | Starts | Starts | Starts | Starts | Starts |
| Rang                                                                                     | Ziel           | 2024       | Veränderung 2024 zu 2023 | 2023       | 2022       | 2021       | 2020       | 2019       | 2018       | 2017       | 2022   | Veränderung 2022 zu 2021 | 2021   | 2020   | 2019   | 2018   | 2017   |        |
| ---------------------------------------------------------------------------------------- | -------------- | ---------- | ------------------------ | ---------- | ---------- | ---------- | ---------- | ---------- | ---------- | ---------- | ------ | ------------------------ | ------ | ------ | ------ | ------ | ------ | ------ |
| 1                                                                                        | Türkei         | 784.832    | ▲7,11 %                  | 732.748    | 625.629    | 366.985    | 143.036    | 579.676    | 511.168    | 429.080    | 4.052  | ▲49,08 %                 | 2.718  | 1.218  | 3.743  | 3.272  | 2.836  |        |
| 2                                                                                        | Spanien        | 507.165    | ▲21,80 %                 | 416.380    | 420.954    | 259.467    | 132.925    | 642.312    | 698.923    | 678.770    | 2.986  | ▲34,81 %                 | 2.215  | 1.022  | 3.912  | 4.461  | 4.200  |        |
| 3                                                                                        | Deutschland    | 336.659    | ▲4,53 %                  | 322.090    | 270.033    | 113.574    | 126.184    | 530.873    | 551.915    | 560.638    | 8.426  | ▲10,48 %                 | 7.627  | 7.577  | 9.441  | 9.413  | 9.826  |        |
| 4                                                                                        | Griechenland   | 179.028    | ▲8,68 %                  | 164.728    | 169.681    | 113.765    | 71.152     | 205.301    | 182.102    | 164.860    | 1.078  | ▲44,12 %                 | 748    | 520    | 1.297  | 1.206  | 1.051  |        |
| 5                                                                                        | Ägypten        | 142.227    | ▲16,72 %                 | 121.851    | 108.058    | 22.212     | 31.404     | 153.460    | 128.575    | 106.574    | 684    | ▲330,19 %                | 159    | 198    | 869    | 770    | 612    |        |
| 6                                                                                        | Großbritannien | 100.362    | ▲10,10 %                 | 91.153     | 44.031     | 4.612      | 22.908     | 120.602    | 178.971    | 172.894    | 438    | ▲397,73 %                | 88     | 642    | 1.465  | 1.978  | 2.156  |        |
| 7                                                                                        | Niederlande    | 92.319     | ▲22,75 %                 | 75.212     | 54.140     | 29.915     | 26.182     | 101.206    | 97.013     | 90.470     | 900    | ▲48,76 %                 | 605    | 547    | 1.385  | 1.339  | 1.342  |        |
| 8                                                                                        | Österreich     | 80.160     | ▲6,89 %                  | 74.994     | 56.892     | 23.166     | 26.035     | 116.493    | 115.113    | 110.079    | 727    | ▲80,85 %                 | 402    | 411    | 1.230  | 1.226  | 1.066  |        |
| 9                                                                                        | Frankreich     | 67.563     | ▲1,62 %                  | 66.485     | 53.229     | 15.059     | 19.150     | 81.025     | 79.476     | 81.659     | 1.128  | ▲70,91 %                 | 660    | 583    | 1.410  | 1.461  | 1.527  |        |
| 10                                                                                       | Schweiz        | 63.718     | ▲6,17 %                  | 60.017     | 29.257     | 13.488     | 15.861     | 106.036    | 111.925    | 112.032    | 449    | ▲91,06 %                 | 235    | 297    | 1.256  | 1.327  | 1.371  |        |
| 11                                                                                       | Italien        | 56.843     | ▲1902,92 %               | 2.838      | 10.679     | 3.956      | 3.912      | 62.952     | 45.082     | 44.630     |        |                          |        |        |        |        |        |        |
| 12                                                                                       | Portugal       | 41.852     | ▲27,45 %                 | 32.838     | 35.081     | 12.558     | 15.689     | 43.834     | 43.921     | 48.668     | 239    | ▲132,04 %                | 103    | 125    | 266    | 267    | 319    |        |
| 13                                                                                       | Tunesien       | 29.448     | ▲9,33 %                  | 26.934     | 15.932     | 3.330      | 2.728      | 27.269     | 28.810     | 14.085     | 100    | ▲284,62 %                | 26     | 26     | 173    | 191    | 91     |        |
| 14                                                                                       | Kosovo         | 20.116     | ▲153,89 %                | 7.923      | 8.357      | 6.997      | 3.763      | 11.135     | 7.756      | 7.416      |        |                          |        |        |        |        |        |        |
| 15                                                                                       | Bulgarien      | 19.551     | ▲3,82 %                  | 18.831     | 16.896     | 13.232     | 8.121      | 39.022     | 51.306     | 41.243     | 112    | ▲27,27 %                 | 88     | 69     | 243    | 345    | 266    |        |
| 16                                                                                       | Kap Verde      | 17.014     | ▲26,17 %                 | 13.485     | 11.285     | 2.642      | 1.798      | 7.334      | 7.821      | 8.001      | 76     | ▲347,06 %                | 17     | 12     | 51     | 53     | 52     |        |
| 17                                                                                       | Zypern         | 12.430     | ▲2,61 %                  | 12.114     | 11.005     | 2.437      | 1.083      | 10         | 6.744      | 4.854      | 66     | ▲230,00 %                | 20     | 10     | 3      | 44     | 35     |        |
| In dieser Statistik sind nur flugzeugbezogene Daten (Flight Stage) von Starts enthalten. |                |            |                          |            |            |            |            |            |            |            |        |                          |        |        |        |        |        |        |

## Zwischenfälle
- Am 25. Mai 1945 verunglückte eine Douglas DC-3/C-47A der britischen Royal Air Force (RAF) (Luftfahrzeugkennzeichen KG590) am Flughafen Hannover-Langenhagen. Nähere Einzelheiten sind derzeit nicht verfügbar. Das Flugzeug wurde irreparabel beschädigt. Über Personenschäden ist nichts bekannt.[36]

- Am 6. Mai 1988 starben am Vortag der ILA drei der vier Besatzungsmitglieder eines Boeing-Vertol-CH-47C-Chinook-Transporthubschraubers der britischen Royal Air Force, der beim Rollen mit einem der beiden Rotoren eine Fluggastbrücke (Finger) rammte und in Brand geriet.[37]

- Am 26. Mai 1988 stürzte eine Fokker F27-600 Friendship der dänischen Star Air (Kennzeichen OY-APE) im Anflug etwa 1 Kilometer westlich der Landebahn 09 ab. Während des Instrumentenanfluges bäumte sich die Maschine beim Ausfahren der Landeklappen in die Endstellung stark auf, wobei die Ladung nach hinten verrutschte. Die Frachtmaschine befand sich auf dem Weg vom Flughafen Billund über Hannover zum Flughafen Nürnberg. Beide Piloten kamen ums Leben (siehe auch Flugunfall der Star Air bei Hannover 1988).[38]

- Am 14. November 2007 kippte ein MD 900 Explorer der Polizei Niedersachsen (Kennzeichen D-HPNB, Rufzeichen Phoenix 92) bei einer Notlandung auf die Seite, die drei Insassen wurden leicht verletzt. An der Maschine entstand Totalschaden. Auf dem Rückweg von einem Einsatz bemerkte der Pilot im Landeanflug auf den Flughafen eine Störung in der Steuerung des NOTAR-Systems. Ursache war ein technischer Defekt.[39]

## Schriften (Auswahl)
- Flughafen Hannover-Langenhagen GmbH, Referat für Presse- und Öffentlichkeitsarbeit (Hrsg.) 40 Jahre Flughafen Hannover. Gut gerüstet für die Zukunft. Flughafen Hannover-Langenhagen-GmbH, Hannover [1992].
- Lars Günsel (Red.), Thomas Tschörner (Text): 50 Jahre Flughafen Hannover. Die Chronik zum 50jährigen Jubiläum des Hannover Airport. [Hrsg.]: Hannover Airport, Unternehmenskommunikation unter Leitung von Sönke Jacobsen, Hannover: Printmedia Th. Schäfer GmbH, [2002].
- Torsten Bachmann: Der Flughafen Hannover. Eine Zeitreise in Bildern. Sutton, Erfurt 2017, ISBN 978-3-95400-861-2 (Inhaltstext und Inhaltsverzeichnis).

Periodika:
- Seit 1999: Boulevard Airport. Das Magazin vom Hannover Airport. [Hrsg.]: Hannover Airport, Unternehmenskommunikation, Marketing[40]